# How Shorty Kept His Word
How Shorty Kept His Word est un film muet américain réalisé par Francis Ford et sorti en 1912.

## Fiche technique
- Réalisation : Francis Ford
- Date de sortie : 
  -  États-Unis : 30 octobre 1912

## Distribution
- Shorty Hamilton : Shorty
- Francis Ford : Barns